# Павленки (Лубенський район)
Павленки́ —  село в Україні, у Лубенському районі Полтавської області. Населення становить 20 осіб. До 2020 орган місцевого самоврядування — Вишняківська сільська рада.

## Історія
12 червня 2020 року, відповідно до розпорядження Кабінету Міністрів України № 721-р «Про визначення адміністративних центрів та затвердження територій територіальних громад Полтавської області», село увійшло до складу Хорольської міської громади..
19 липня 2020 року, в результаті адміністративно - територіальної реформи та ліквідації Хорольського району, село увійшло до складу новоутвореного Лубенського району.

## Населення

### Мова
Розподіл населення за рідною мовою за даними перепису 2001 року:
| Мова       | Кількість | Відсоток |
| ---------- | --------- | -------- |
| українська | 19        | 95%      |
| російська  | 1         | 5%       |
| Усього     | 20        | 100%     |

## Географія
Село Павленки знаходиться на відстані1 км від села Ялосовецьке. Поруч проходить автомобільна дорога М03.